# Аррою-Тринта
Аррою-Тринта (порт. Arroio Trinta)  —  муниципалитет в Бразилии, входит в штат Санта-Катарина. Составная часть мезорегиона Запад штата Санта-Катарина. Входит в экономико-статистический  микрорегион Жоасаба. Население составляет 3605 человек на 2006 год. Занимает площадь 94,333 км². Плотность населения — 38,2 чел./км².
Праздник города —  15 декабря.

## История
Город основан 15 декабря 1961 года.

## Статистика
- Валовой внутренний продукт на 2003 составляет 37.568.148,00 реалов (данные: Бразильский институт географии и статистики).
- Валовой внутренний продукт на душу населения на 2003 составляет 10.576,62 реалов (данные: Бразильский институт географии и статистики).
- Индекс развития человеческого потенциала на 2000 составляет 0,798 (данные: Программа развития ООН).